# Michèle Courbou
Michèle Courbou, née le 15 décembre 1954 à Marseille, est une écrivaine et monteuse de films documentaires.

## Biographie
Après un long voyage en Amérique latine en 1973, elle reprend ses études et obtient un BTS de tourisme, puis passe trois ans à l'école supérieure des beaux-arts de Marseille. Monteuse de films documentaires, elle mène parallèlement une carrière d'écrivaine.
En 1994, son premier roman Les Chapacans, qui signifie petits voyous en parler marseillais, est publié dans la Série noire. Selon Claude Mesplède, « vision désenchantée des « bas quartiers », cette chronique ne sombre jamais dans le manichéisme et reste d’une justesse étonnante ».

## Œuvre

### Romans
- Les Chapacans, Série noire no 2341, 1994
- Les Murs ont des oreilles, L'Écailler du sud, 2006

### Recueil de nouvelles
- Marseille, du noir dans le jaune, Autrement, 2001 (collectif)

### Nouvelles
- Le Vague à l'âme, Nouvelles Nuits no 9, 1995

## Filmographie
- 1990 : J'ai 12 ans et je fais la guerre, réalisé par Gilles de Maistre
- 2010 : La Nueve ou les Oubliés de la victoire, réalisé par Alberto Marquardt
- 2010 : Soigner à l'hôpital, réalisé par Nicolas Frank

## Sources
- Claude Mesplède, Dictionnaire des littératures policières, vol. 1 : A - I, Nantes, Joseph K, coll. « Temps noir », 2007, 1054 p. (ISBN 978-2-910-68644-4, OCLC 315873251), p. 484.
- Claude Mesplède, Les années "Série noire" bibliographie critique d'une collection policière, vol. 5 : 1982-1995, Amiens, Encrage, coll. « Travaux » (no 36), 2000.